# Mk 11 (ミサイル発射機)

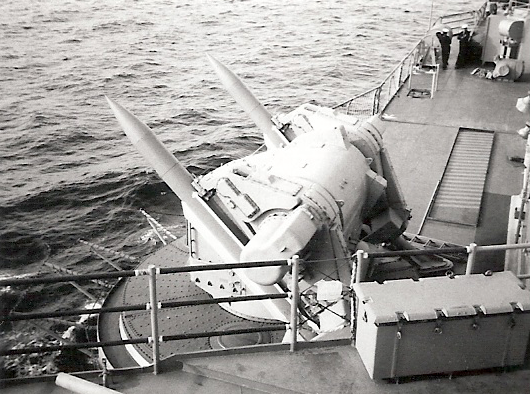
オールバニ級ミサイル巡洋艦「シカゴ」の左舷側に搭載された、Mk 11 ランチャー。

Mk 11 GMLS（英語: Mark 11 Guided Missile Launching System (GMLS)）とは、アメリカ合衆国が開発したミサイル発射機システム。
RIM-24 ターター艦対空ミサイルの運用を前提に設計されたが、後にはRIM-66 SM-1MRの運用能力が追加された。さらに後にはRGM-84 ハープーンSSMの運用能力も追加されたが、搭載艦の退役に伴ってMk 11 GMLSも退役した。

## 採用国と搭載艦
アメリカ海軍
- オールバニ級ミサイル巡洋艦

各艦の左右両舷に1基ずつ搭載
- チャールズ・F・アダムズ級ミサイル駆逐艦

1番艦「チャールズ・F・アダムズ」 (DDG-2)から13番艦「ブキャナン」 (DDG-14)までの各艦の艦尾部分に1基ずつ搭載（14番艦「バークレー」 (DDG-15)以後は、単装のMk 13 ランチャーを装備）